# حقبة بلانك
في علم الكون الفيزيائي، حقبة بلانك (بالإنجليزية: Planck epoch or Planck era)‏ هي أقدم فترة في الزمن في تاريخ الفضاء الكوني من الزمن صفر إلى 10−43 ثانية تقريبًا (زمن بلانك). ويُعتقد نظرًا لصغر حجم الكون للغاية في تلك الفترة، أن التأثيرات الكميّة للجاذبية سيطرت على التفاعلات الفيزيائية.
خلال تلك الفترة التي يعتقد أنها كانت قبل حوالي 13.79 مليار سنة، كان يُعتقد أن الجاذبية قوة كغيرها من القوى الأساسية، وربما كانت كل القوى موحدة. ونظرًا للحرارة والكثافة الفائقة، حيث يعتقد أن الكون كان في حالة غير مستقرة[بحاجة لمصدر] خلال حقبة بلانك. وبعد أن تمدد الكون وبردت حرارته نسبيا، نشأت المظاهر المألوفة للقوى الأساسية خلال عملية كسر التناظر.
يفترض علماء الكون المعاصرين أن حقبة بلانك كانت بداية لما يعرف باسم "فترة التوحّد"، المعروفة باسم حقبة التوحد الكبرى، وأن كسر التناظر أدى بسرعة إلى عصر التضخم الكوني، والتي تبعتها حقبة التضخم والتي هي حقبة تمدد الكون بصورة كبيرة في فترة قصيرة للغاية من الزمن.